# 閃光刺尻魚
閃光刺尻魚，為輻鰭魚綱鱸形目鱸亞目蓋刺魚科的其中一個種。

## 分布
本魚僅分布於東南太平洋的阿森松岛海域，為特有種。

## 深度
水深15至40公尺。

## 特徵
本魚體側扁，呈長橢圓形，體色為寶藍色，尾鰭、背部、額部及吻部為金黃色。背鰭、腹鰭及臀鰭具白色邊緣，體長可達6公分。

## 生態
本魚棲息於岩石或碎食區。

## 經濟利用
為觀賞性魚類。